# 나선홍
나선홍은 대한민국의 아나운서이다.